# VV West Frisia

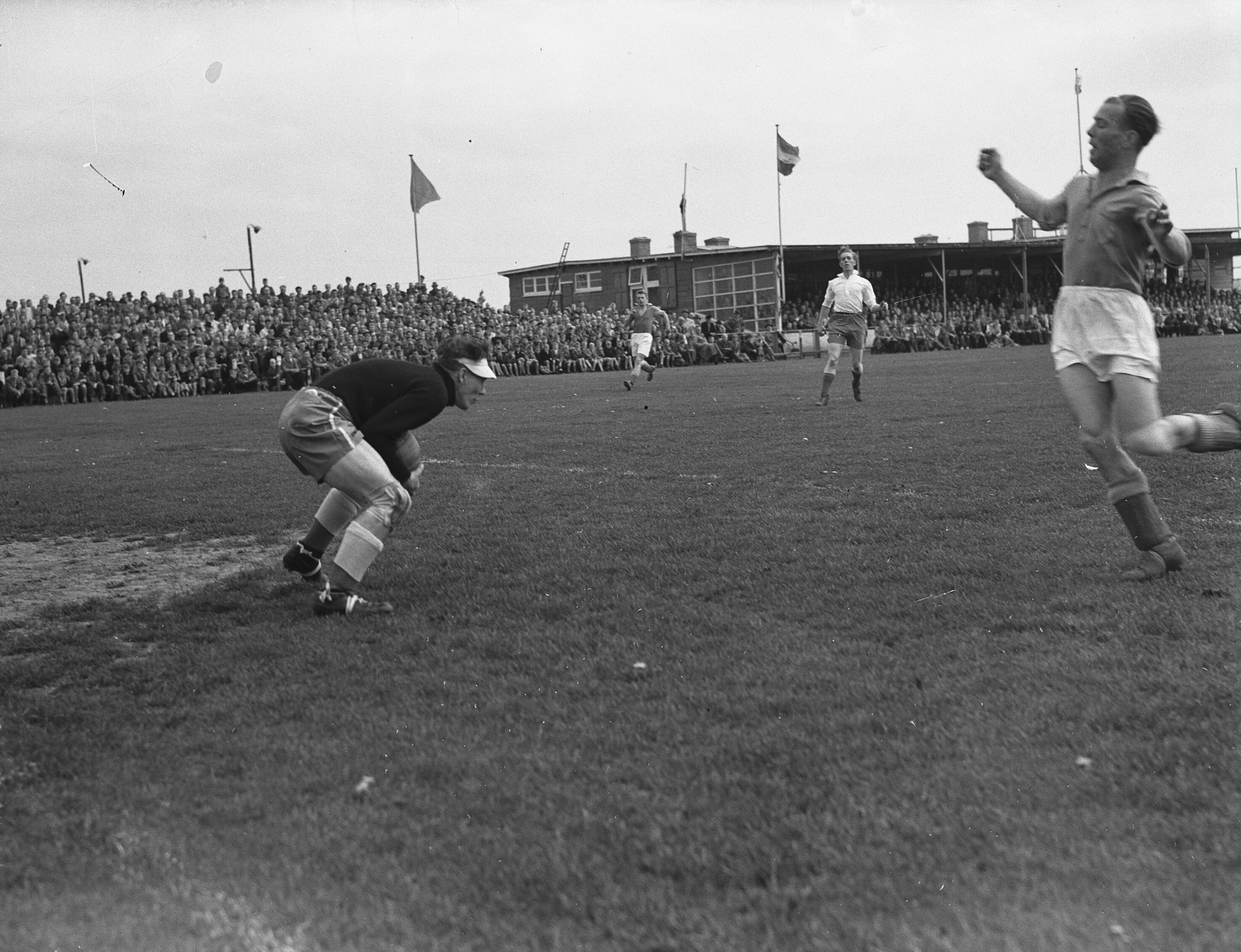
Fluks tegen West Frisia in 1954

VV West Frisia was een amateurvoetbalvereniging uit Enkhuizen, Noord-Holland, Nederland.

## Algemeen
De vereniging werd op 1 november 1913 opgericht door de heren Dade, Dubois en Schild. In de periode van 1997 tot en met 2008 heette de vereniging West Frisia DP waarbij de letters 'DP' herinneren aan het opgaan van de club DPSV (de sportvereniging van het bedrijf Draka Polva) in West Frisia. De thuiswedstrijden werden sinds 1965 op het Sportpark Immerhorn gespeeld. Daarvoor speelde de club op de Oosterdijk.
Op 1 november 2013 vierde West Frisia haar 100-jarig bestaan. Er werd voor de gelegenheid een wedstrijd tegen AZ gespeeld en de vereniging werd onderscheiden met de Koninklijke Erepenning en met de Erepenning van de Gemeente Enkhuizen.
Per 1 mei 2021 fuseerde de vereniging met Dindua tot S.v. Enkhuizen.

## Standaardelftal
Het standaardelftal speelde laatstelijk in het seizoen 2020/21 in de Tweede klasse zondag van het KNVB-district West-I.
In 1924 werd dit team voor de eerste keer kampioen en promoveerden naar de tweede klasse. In het seizoen 1930/31 volgde promotie naar eerste klasse. Bij de beslissende wedstrijd tegen ZVV om het kampioenschap van de tweede klasse waren 4500 bezoekers en de recette bedroeg 1.361,98 gulden. West Frisia won met 1-0. Uit een pass van Cor Bakker schoot Cees Jelles na een half uur spelen de bal keihard in het doel.
West Frisia werd in het eerste seizoen in de eerste klasse derde en haalde de halve finale van de KNVB Beker. In het tweede seizoen degradeerde de club weer naar de tweede klasse.

### Competitieresultaten zaterdag 1997–2006
| 6 4E |

| ? 4? |

| 7 3A |

| 11 3A |

| 10 4A |

| 4 4A |

| 3 4A |

| 9 4A |

| 11 4A |

| 10 4A |

| Derde klasse | Vierde klasse |

### Competitieresultaten zondag 1915–2021
| 8 |

| 6 3F |

| 6 3F |

| 5 3E |

| 5 3G |

| 7 3F |

| 8 3B |

| 7 3B |

| 6 3B |

| 1 3B |

| 9 2A |

| 5 2A |

| 3 2A |

| 3 2A |

| 4 2A |

| 4 2A |

| 1 2A |

| 3 |

| 10 |

| 2 2A |

| 7 2B |

| 4 2B |

| 8 2A |

| 7 2A |

| 10 2A |

| 2 B |

| 5 2A |

| 9 2A |

| 3 2A |

| 7 2A |

|  |

| 4 2A |

| 4 2A |

| 5 2B |

| 2 2B |

| 3 2B |

| 4 2B |

| 4 2A |

| 3 2B |

| 1 2A |

| 5 2B |

| 11 1A |

| 4 2A |

| 1 2A |

| 3 2A |

| 4 2A |

| 10 2A |

| 5 2A |

| 11 2A |

| 6 3A |

| 11 3A |

| 4 4B |

| 3 4B |

| 1 4A |

| 6 3A |

| 11 3A |

| 1 4B |

| 4 3A |

| 8 3A |

| 13 3A |

| 3 4B |

| 2 4B |

| 6 4B |

| 9 4B |

| 3 4B |

| 10 4B |

| 3 4B |

| 7 4B |

| 6 4B |

| 1 4B |

| 8 3A |

| 6 3A |

| 1 3A |

| 6 2A |

| 7 2A |

| 11 2A |

| 12 3A |

| 10 4A |

| 12 4A |

|  |

| 9 |

|  |

| 3 5A |

| 8 4B |

| 12 4B |

| 9 5A |

| 2 5A |

| 4 5A |

| 4 5B |

| 6 4B |

| 7 4B |

| 11 4B |

| 1 5B |

| 11 4B |

| 1 5B |

| 10 4B |

| 12 4B |

| 1 4B |

| 4 4B |

| 3 3A |

| 4 2A |

| 6 2A |

| 3 2A |

| 7 2A |

| 11 2A |

| -- 2A |

| -- 2A |

2012: de beslissingswedstrijd op 17 mei om het klassekampioenschap in 4B werd bij Zwaluwen '30 met 1-2 (na verlenging) verloren van VV Strandvogels.
| Eerste klasse | Tweede klasse | Derde klasse | Vierde klasse | Vijfde klasse | Hoofdklasse NHVB | Noodcompetitie |

In elke staaf van de grafiek staat van boven naar beneden vermeld: 
- Eindnotering

Dit is de positie die de club heeft bereikt in de competitie, zonder eventuele beslissings-, play-off- of nacompetitiewedstrijden die nodig zijn geweest om bijvoorbeeld de kampioen van de competitie te bepalen.
Indien een * achter het getal staat is de notering een tussenstand en kan het zijn dat de notering niet overeenkomt met de uiteindelijke eindstand van de competitie.
Staat er een - dan is het seizoen nog bezig en is er geen definitieve uitslag bekend.
Staat er xx op de positie van de notering, dan heeft de club vroegtijdig de competitie verlaten. Dit kan onder andere komen door terugtrekking van het team, faillissement van de club of door een uitgedeelde straf van de KNVB. In veel gevallen staat elders in het artikel de reden vermeld.
Staat er een ? dan is het resultaat uit het verleden onbekend, en is alleen de competitie of het niveau bekend van dat seizoen.
In de seizoenen 2019/20 en 2020/21 werd wegens de coronacrisis het amateurvoetbal afgebroken. Daardoor kennen deze staven geen eindklassering (middels -- weergegeven).
- Competitieniveau en afdelingsletter of Officiële eindstand Eredivisie
  - Competitieniveau en afdelingsletter

Hierbij geeft het getal het niveau weer, dat ook terug te vinden is in de legenda. De letter is de afdelingsaanduiding en wordt gebruikt wanneer er meer afdelingen zijn op hetzelfde niveau. De afdelingsletter is altijd een hoofdletter en wordt meestal zonder nummer gebruikt.
Voorbeeld: 2F is niveau 2e klasse competitie F.
Het competitieniveau en nummer wordt niet vermeld wanneer er slechts één competitie van dit niveau was.
  - Officiële eindstand Eredivisie (getal staat tussen haakjes vermeld)

Sinds de introductie van play-offwedstrijden voor Europees voetbal na afloop van de reguliere competitie in 2005/06, is de KNVB verplicht een eindstand van de Eredivisie door te geven aan de UEFA aan de hand van deze play-offwedstrijden.
Bij deze eindstand staan clubs die zich hebben gekwalificeerd voor Europees voetbal hoger dan clubs die zich niet wisten te kwalificeren. Indien er geen verschil was tussen de eindnotering en de officiële eindstand, staat dit getal niet vermeld.

- Onderafdeling

Hier staat afgekort de naam van de onderafdeling indien de club in dat jaar in een onderafdeling uitkwam. Tevens staat deze afkorting in de legenda en wordt gelinkt naar het artikel over deze onderafdeling. Deze afkorting wordt alleen vermeld wanneer de club in het verleden in verschillende onderafdelingen heeft gespeeld. Deze vermelding is in de staaf altijd in kleine letters. Deze onderafdelingen zijn na het seizoen 1995/96 afgeschaft. Heeft de club in slechts één onderafdeling gespeeld, dan is dit alleen terug te vinden in de legenda.
Onder de staaf staat het jaartal vermeld waarin het seizoen is afgesloten. 15 verwijst naar het seizoen 2014/15 of eventueel het seizoen 1914/15.
Wanneer een staaf leeg is, zijn deze gegevens niet bekend. Het kan ook zijn dat de club dat seizoen niet heeft meegespeeld op het hogere amateurniveau, vroegtijdig de competitie heeft verlaten of uit de competitie is gezet.

In het seizoen 1944/45 was er wegens de Tweede Wereldoorlog geen regulier competitievoetbal.